# Gizay
Gizay es una población y comuna francesa, situada en la región de Poitou-Charentes, departamento de Vienne, en el distrito de Poitiers y cantón de La Villedieu-du-Clain.

## Demografía
| 300 | 272 | 266 | 285 | 328 | 370 |
| Para los censos de 1962 a 1999 la población legal corresponde a la población sin duplicidades (Fuente: INSEE [Consultar]) |     |     |     |     |     |